# Musikåret 1973

## Händelser

### Januari
- 5 – Bruce Springsteen skivdebuterar med Greetings from Asbury Park, N.J..
- 14 – Elvis Presleys livespecial Aloha from Hawaii spelas in i Honolulu International Center.
- 26 januari – Stockholms konserthus återinvigs efter ombyggnad, sedan det återfått den ljusblå färg det hade då det invigdes 1926.[1]
- 30 – Kiss gör sin livedebut på Coventry Club i Queens, New York.[2]

### Mars
- 8 – Paul McCartney döms i domstol, skyldig till att ha odlat marijuana på sin gård i Skottland.
- 10 – Gruppen Maltas låt Sommar'n som aldrig säger nej vinner den svenska uttagningen till Eurovision Song Contest i TV-huset i Stockholm [3].

### April
- 2 – Kraftwerk gör sin allra första spelning utanför Tyskland på tvådagarsfestivalen Festival of German Music på Theatre de L'Ouest Parisien i Boulogne-Billancourt, Paris. Andra band som spelar är Guru Guru, Tangerine Dream, Ash Ra Temple och Klaus Schulze.
- 7 – Anne-Marie Davids låt Tu Te Reconnaîtras vinner Eurovision Song Contest i Luxemburg för Luxemburg [4].
- 13 – Gruppen The Wailers med Bob Marley, Peter Tosh och Bunny/Neville Livingston skivdebuterar på Island Records och släpper som första jamaicanska reggaegrupp och som första band från Tredje världen ett album (Catch A Fire) som är inspelat under samma moderna och tekniska förhållanden som band normalt har i Västvärlden.

### Juni
- 1 – Robert Wyatt, sångare och trummis i Soft Machine och Matching Mole faller ned från ett trevåningshus under en fest. Efter sex månaders sjukhusvistelse konstateras att han blir rullstolsburen för resten av livet. Wyatt fortsatte spela in skivor efter händelsen.

### Juli
- 28 juli – Summer Jam Festival äger rum i Watkin's Glen, New York inför 600 000 åskådare. Spelar gör bland andra The Band, Grateful Dead och The Allman Brothers Band.

### Augusti
- 6 – Stevie Wonder skadas så allvarligt i en bilolycka i North Carolina att han hamnar i koma i fyra dagar. Redan i september samma år uppträder han igen.
- 19 – Kris Kristofferson gifter sig med Rita Coolidge.
- 23 – Reading-festivalen i England hålls för första gången. Deltar gör bland andra Eric Burdon, Traffic, Rory Gallagher, Lindisfarne, Greenslade, Tasavallan Presidentti, John Marty, Alex Harvey och Focus.

### December
- 2 – Hela The Who hamnar i fängelse för att ha slagit sönder en hotellsvit. Fängelsevistelsen inspirerar John Entwistle till låten Cell Block Number Seven.
- 10 – Legendariska rockklubben CBGB's öppnas i New York av Hilly Kristal.
- 31 – AC/DC gör sin första spelning på Chequers i Sydney [5], efter att gruppen bildats i november.

### Okänt datum
- Wizex i modern tappning startas.[6]
- I Sverige  bildas Riksförbundet Unga Musikanter som en ungdomssektion till Riksförbundet Sveriges Amatörorkestrar (RSAO).[7]
- CBS övertar äganderätten för Cupol.[8]

## Priser och utmärkelser
- Birgit Nilsson-stipendiet – Kurt Jacobsson
- Jan Johansson-stipendiet – Bernt Rosengren och Elisabet Hermodsson
- Jazz i Sverige – Gruppen Rena Rama
- Jenny Lind-stipendiet – Annette Stridh
- Jussi Björlingstipendiet – Dorrit Kleimert och Lars Kullenbo
- Medaljen för tonkonstens främjande – Ingvar Sahlin, Guido Vecchi och Stig Westerberg
- Spelmannen – Lars Gullin

## Årets album
Vänligen sortera soloartister på efternamn, musikgrupper på förstabokstaven (utan engelskans "The" och "A")

### A – G
- Agnetha, Benny, Björn & Anni-Frid – Ring ring [9]
- Aerosmith – Aerosmith
- Alice Cooper – Billion Dollar Babies
- Alice Cooper – Muscle of Love
- Allman Brothers Band – Brothers and Sisters
- Bachman-Turner Overdrive – Bachman-Turner Overdrive II
- The Band – Moondog Matinee
- The Beach Boys – Holland
- The Beach Boys – The Beach Boys In Concert
- The Beatles – The Beatles 1962–1966
- The Beatles – The Beatles 1967–1970
- Black Sabbath – Sabbath Bloody Sabbath
- Blue Öyster Cult – Tyranny and Mutation
- David Bowie – Aladdin Sane
- James Brown – The Payback
- Budgie – Never Turn Your Back On a Friend
- Can – Future Days
- Caravan – For Girls Who Grow Plump in the Night
- The Carpenters – Now & Then
- Eric Clapton – Eric Clapton's Rainbow Concert
- Leonard Cohen – Live Songs
- Chick Corea & Gary Burton – Crystal Silence
- Creedence Clearwater Revival – The Blue Ridge Rangers
- Curt & Roland – Curt & Roland i Nashville
- Deep Purple – Who Do We Think We Are
- Dr. John – In the Right Place
- Bob Dylan – Pat Garrett & Billy the Kid
- Eagles – Desperado
- Emerson, Lake & Palmer – Brain Salad Surgery
- Artur Erikson – En ros utsprungen
- The Everly Brothers – Pass The Chicken & Listen
- The Faces – Ooh La La
- Aretha Franklin – Hey Now Hey (The Other Side of the Sky)
- Jan Garbarek–Bobo Stenson Quartet – Witchi-Tai-To
- Art Garfunkel – Angel Clare
- Marvin Gaye – Let's Get It On
- Genesis – Selling England by the Pound
- Grand Funk Railroad – We're an American Band
- Al Green – Call Me
- Lars Gullin – Like Grass
- Ted Gärdestad – Ted

### H – R
- Herbie Hancock – Head Hunters
- Herbie Hancock – Sextant
- George Harrison – Living in the Material World
- Hoola Bandoola Band – På väg
- Michael Jackson – Music and Me
- Keith Jarrett – Ruta and Daitya
- Keith Jarrett – Fort Yawuh
- Keith Jarrett – Solo Concerts: Bremen/Lausanne
- Elton John – Goodbye Yellow Brick Road
- Björn J:son Lindh – Sissel
- Kebnekaise – Kebnekaise II
- King Crimson – Larks' Tongues in Aspic
- The Kinks – The Great Lost Kinks Album
- Kool and the Gang – Wild and Peaceful
- Kraftwerk – Ralf und Florian
- Led Zeppelin – Houses of the Holy
- Lill Lindfors – Kom igen!
- Little Feat – Dixie Chicken
- Lynyrd Skynyrd – (pronounced 'lĕh-'nérd 'skin-'nérd)
- Mahavishnu Orchestra – Between Nothingness and Eternity
- Mahavishnu Orchestra – Birds of Fire
- Mott the Hoople – Mott
- Willie Nelson – Shotgun Willie
- New York Dolls – New York Dolls
- Nynningen – För full hals
- Mike Oldfield – Tubular Bells
- Roy Orbison – Milestones
- Gilbert O'Sullivan – I'm a Writer Not a Fighter
- Tom Paxton – New Songs for Old Friends
- Dolly Parton – Jolene
- Pink Floyd – The Dark Side of the Moon
- Elvis Presley – Aloha from Hawaii: Via Satellite
- John Prine – Sweet Revenge
- Procol Harum – Grand Hotel
- Suzi Quatro – Suzi Quatro
- Queen – Queen
- Bonnie Raitt – Takin' My Time
- Lou Reed – Berlin
- The Rolling Stones – Goats Head Soup
- Roxy Music – For Your Pleasure
- Todd Rundgren – A Wizard, a True Star

### S – Ö
- Carlos Santana & John McLaughlin – Love Devotion Surrender
- Santana – Welcome
- Neil Sedaka – The Tra-la Days Are Over
- Bob Seger – Back in '72
- Paul Simon – There Goes Rhymin' Simon
- Sly and the Family Stone – Fresh
- Bruce Springsteen – Greetings From Asbury Park, N.J.
- Bruce Springsteen – The Wild, The Innocent & The E Street Shuffle
- Ringo Starr – Ringo
- Status Quo – Hello!
- Status Quo – Piledriver
- Steely Dan – Countdown to Ecstasy
- T. Rex – Tanx
- Ted Ström – Knut Teodor Ström
- Toots and the Maytals – Funky Kingston
- Monica Törnell – Alrik
- Uriah Heep – Sweet Freedom
- Cornelis Vreeswijk – I stället för vykort
- The Wailers – Burnin'
- The Wailers – Catch a Fire
- Tom Waits – Closing Time
- Joe Walsh – The Smoker You Drink, the Player You Get
- War – Deliver the Word
- The Who – Quadrophenia
- Wings – Band on the Run
- Wings – Live and Let Die,OST
- Wings – Red Rose Speedway
- Stevie Wonder – Innervisions
- Yes – Tales From Topographic Oceans
- Neil Young – Time Fades Away
- Frank Zappa – Over-Nite Sensation
- ZZ Top – Tres Hombres

## Årets singlar & hitlåtar
Vänligen sortera soloartister på efternamn, musikgrupper på förstabokstaven (utan engelskans "The" och "A")
- 10cc – Rubber Bullets
- Agnetha, Benny, Björn & Anni-Frid – Another Town, Another Train [9]
- Agnetha, Benny, Björn & Anni-Frid – Love Isn't Easy (But It Sure Is Hard Enough) [9]
- Agnetha, Benny, Björn & Anni-Frid – Ring ring (bara du slog en signal) [9]
- Aerosmith – Dream On
- Alice Cooper – No More Mr. Nice Guy
- Barry Blue – (Dancing) On a Saturday Night
- Bloodstone – Natural High
- David Bowie – Let's Spend the Night Together
- The Carpenters – Yesterday Once More
- Cher – Half Breed
- Chicory Tip – Good Grief Christina
- Chicago – Feelin' Stronger Everyday
- Chicago – Just You 'N' Me
- Dawn – Tie a Yellow Ribbon Round the Ole Oak Tree
- Deep Purple – Woman from Tokyo
- Manu Dibango – Soul Makossa
- The Doobie Brothers – China Grove
- The Doobie Brothers – Long Train Runnin'
- Bob Dylan – Knockin' on Heaven's Door
- Edward Bear – Last Song
- Roberta Flack – Killing Me Softly with His Song
- Yngve Forssells orkester – Så gick det till när farfar var ung
- Four Tops – Ain't No Woman
- Four Tops – Are You Man Enough
- Art Garfunkel – All I Know
- Art Garfunkel – Travelling Boy
- Marvin Gaye – Let's Get It On
- Marvin Gaye och Diana Ross – You're A Special Part Of Me
- Gladys Knight & The Pips – Midnight Train to Georgia
- Gladys Knight & The Pips – Neither One of Us
- Gary Glitter – I'm the Leader of the Gang
- Harold Melvin & The Blue Notes – The Love I Lost
- Albert Hammond – The Free Electric Band
- Harpo – Honolulu
- George Harrison – Give Me Love (Give Me Peace on Earth)
- Hot Chocolate – Brother Louie
- Les Humphries Singers – Mama Lou
- Ike & Tina Turner – Nutbush City Limits
- Elton John – Candle in the Wind
- Elton John – Daniel
- Elton John – Goodbye Yellow Brick Road
- Elton John – Saturday Night's Alright for Fighting
- Kool and the Gang – Funky Stuff
- Malta – Sommar'n som aldrig säger nej
- Curtis Mayfield – Freddies Dead
- Curtis Mayfield – Future Shock
- Dolly Parton – Jolene, Travelin' Man, My Tennessee Mountain Home
- Gilbert O'Sullivan – Get Down
- Gilbert O'Sullivan – Ooo Baby
- Paul McCartney & Wings – Hi, Hi, Hi
- Paul McCartney & Wings – My Love
- Paul McCartney & Wings – Live and Let Die
- Billy Preston – Will It Go Round in Circles
- Suzi Quatro – 48 Crush
- Suzi Quatro – Can the Can
- Cliff Richard – Power to All Our Friends
- The Rolling Stones – Angie
- Roxy Music – Street Life
- Schytts – Aj, aj, aj
- Paul Simon – American Tune
- Paul Simon – Kodachrome
- Paul Simon – Loves Me Like a Rock
- Björn Skifs & Blåblus – Hooked on a Feeling
- Skylark – Wildflower
- Slade – Cum On Feel the Noize
- Slade – Goodbye to Jane
- Sly and the Family Stone – If You Want Me to Stay
- Hurricane Smith – Oh Babe
- Ringo Starr – Photograph
- Status Quo – Caroline
- Cat Stevens – Can't Keep It In
- Stories – Brother Louie
- Svenne & Lotta – Sandy
- Sweet – Little Willy
- Temptations – Master Piece
- T.Rex – 20 Century Boy
- T.Rex – Easy Action
- T.Rex – The Groover
- War – Cisco Kid
- Barry White – I'm Gonna Love You Just a Little Bit More Baby
- Ricky Wilde – I am an Astronaut
- Jerry Williams – Cotton Jenny
- Edgar Winter Group – Frankenstein
- Wizzard – See My Baby Jive
- Stevie Wonder – Higher Ground
- Stevie Wonder – Superstition

## Födda
- 8 januari – Sean Paul, jamaicansk rappare.
- 11 februari – Varg Vikernes, norsk musiker och brottsling.
- 1 april – Martin Axén, svensk musiker, gitarrist i The Ark.
- 5 april – Pharrell Williams, amerikansk musikproducent och musiker, medlem i N.E.R.D.
- 25 april – Marie Rosenmir, svensk organist, dirigent och operasångare (sopran).
- 15 maj – Pär Olofsson, svensk tonsättare, dirigent och organist.
- 17 maj – Josh Homme, amerikansk musiker.
- 24 maj – Jill Johnson, svensk countrysångare.
- 12 juni – Jamie Fawcus, svensk tonsättare och ljudkonstnär.
- 21 juni – Juliette Lewis, amerikansk skådespelare och musiker.
- 26 juni – Gretchen Wilson, amerikansk countryartist.
- 15 juli – John Dolmayan, amerikansk musiker, trummis i System of a Down.
- 22 juli – Daniel Jones, brittisk musiker, medlem i Savage Garden 1997–2001.
- 25 juli – Dani Filth, brittisk sångare, frontman i Cradle of Filth.
- 14 september – Nas, eg. Nasir Bin Olu Dara Jones, amerikansk musiker.
- 23 oktober – Lars Malmros, svensk musiker, trummis i Broder Daniel.
- 27 oktober – Kerstin Avemo, svensk operasångare (sopran).
- 3 november – Mick Thompson, amerikansk musiker, gitarrist i Slipknot.
- 9 november – Daniel Hjorth, svensk tonsättare och ljudkonstnär.
- 26 november – Marcus Öhrn, svensk musiker och dokusåpadeltagare.
- 9 juni – Christopher Anthin, svensk tonsättare.

## Avlidna
- 10 januari – Lasse Krantz, 69, svensk skådespelare, sångare och revyartist.
- 16 februari – Georg Eliasson, 67, svensk textförfattare, revyförfattare, radioman och förlagschef.
- 27 februari – Helge Lindberg, 74, svensk kompositör och kapellmästare.
- 8 mars – Ron McKernan, 27, amerikansk keybordspelare, medlem i Grateful Dead.
- 12 april – Arthur Freed, 78, amerikansk kompositör, textförfattare och filmproducent.
- 6 maj – Ola Isene, 74, norsk sångare och skådespelare.
- 29 maj – P. Ramlee, 44, malaysisk skådespelare och sångare.
- 14 juli – Clarence White, 29, gitarrist i The Byrds.
- 4 augusti – Bernhard Sönnerstedt, 62, svensk teaterledare och operasångare (basbaryton).
- 26 augusti – Ivar Widner, 81, svensk kompositör, dirigent och militärmusiker.
- 10 september – Allan Gray, 71, polsk-brittisk kompositör.
- 12 september – Sören Aspelin, 67, svensk skådespelare, revyartist, kompositör, musiker (piano) och teaterchef.
- 16 september – Victor Jara, 40, chilensk visdiktare och sångare, avrättad.
- 19 september – Gram Parsons, 26, amerikansk countryartist.
- 20 september – Jim Croce, 30, amerikansk sångare.
- 12 oktober – Folke Bramme, 71, svensk musiker (cello).
- 16 oktober – Gene Krupa, 64, amerikansk jazztrumslagare.
- 2 november – Willard Ringstrand, 65, svensk kompositör, musikarrangör, orkesterledare och musiker (piano, hammondorgel).
- 14 november – Lulu Ziegler, 70, dansk skådespelare, regissör och sångare.
- 18 november – Alois Hába, 80, tjeckisk tonsättare och musikpedagog.
- 20 november – Allan Sherman, 48, amerikansk komiker och sångare.
- 24 november – Carl Reinholdz, 64, svensk skådespelare och sångare.
- 20 december – Bobby Darin, 37, amerikansk sångare.

### Fotnoter
1. ↑   Ett folk på marsch 1960-1977. Bonnier
2. ↑  ”Kiss Chronology”. The Official Kiss Website. http://www.kissonline.com/history/. Läst 29 oktober 2009.
3. ↑  Poplight – Melodifestivalen Arkiverad 13 november 2010 hämtat från the Wayback Machine..
4. ↑  Poplight – Eurovision Song Contest.
5. ↑  ”Long Way to the Top”. Australian Broadcasting Corporation. Arkiverad från originalet den 25 juli 2008. https://web.archive.org/web/20080725161207/http://www.abc.net.au/longway/timeline/. Läst 2 augusti 2008.
6. ↑  ”Wizex”. Arkiverad från originalet den 18 augusti 2010. https://web.archive.org/web/20100818014313/http://www.wizex.se/2009/default2.asp?page=ombandet. Läst 22 april 2011.
7. ↑  ”Riksförbundet Unga Musikanter”. Arkiverad från originalet den 6 november 2011. https://web.archive.org/web/20111106125259/http://www.rum.se/viewNavMenu.do?menuID=19. Läst 15 april 2011.
8. ↑  ”78:or & film”. http://78-varv.atspace.cc/cupol.htm. Läst 3 juni 2011.
9. 1 2 3 4  ”ABBA Annual 1973”. Arkiverad från originalet den 23 maj 2013. https://web.archive.org/web/20130523010332/http://www.abbaannual.com/1973.htm. Läst 5 januari 2011.